# Overland

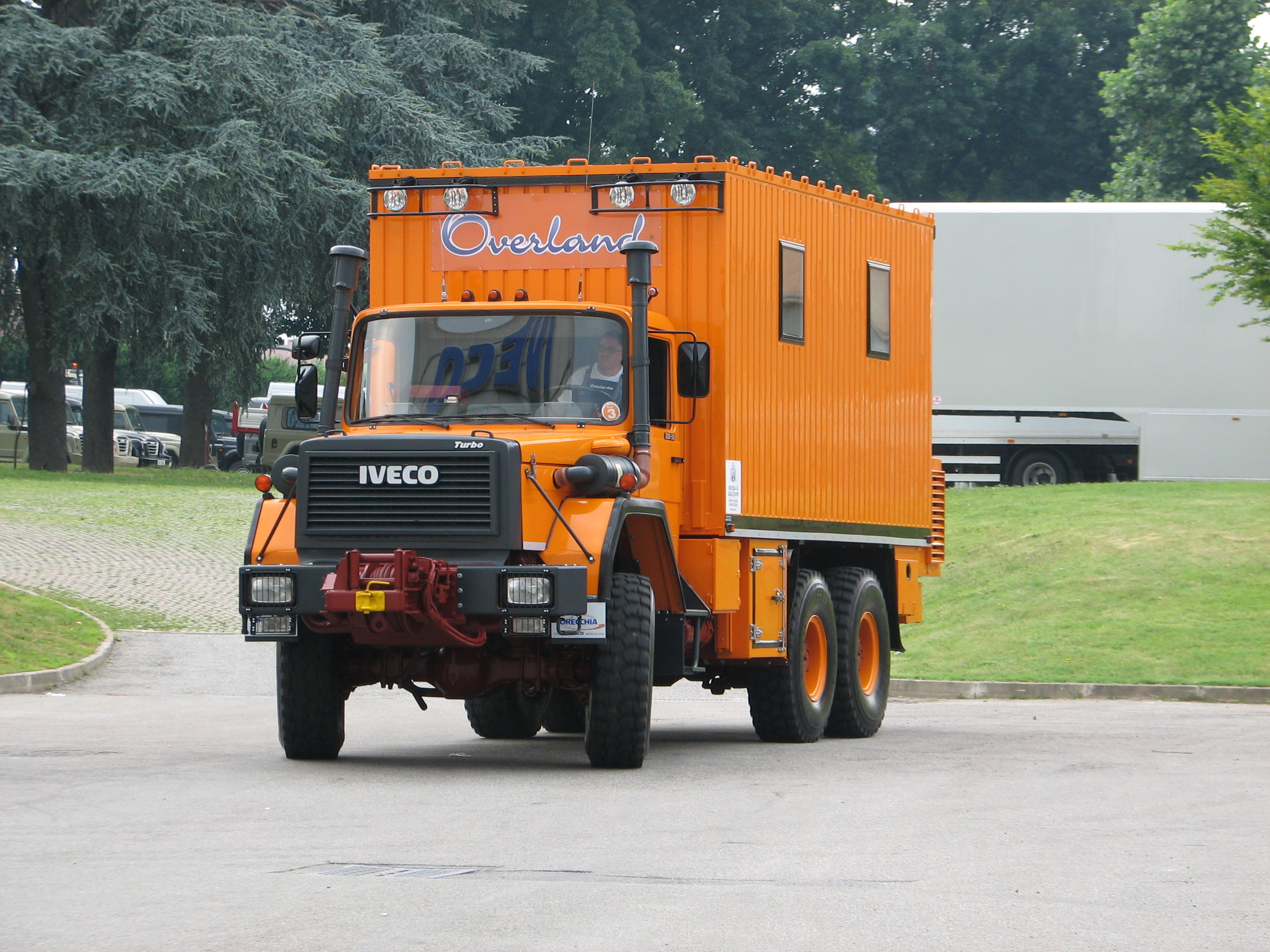
Overland, camion dormitorio

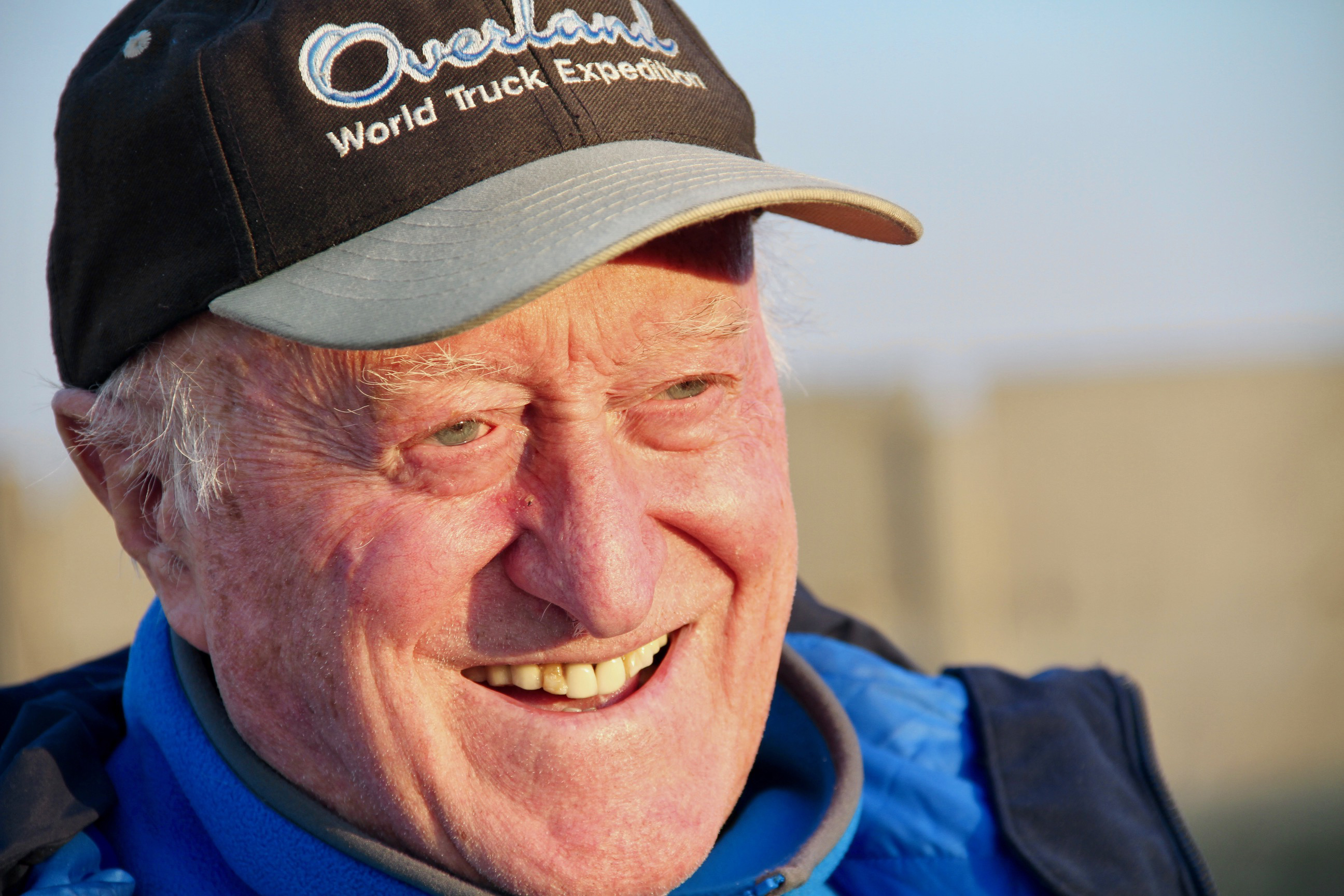
Beppe Tenti protagonista di Overland

Overland (titolo originale Overland World Truck Expedition) è una serie di spedizioni documentaristiche promosse e organizzate dagli esploratori Beppe Tenti e dal figlio Filippo.
I documentari sono trasmessi a partire dal 1996 su Rai 1, per un totale di oltre duecento puntate (replicate in più occasioni). Dalla tredicesima stagione Overland viene trasmesso anche in alta definizione.
Il perno delle spedizioni è la riscoperta del viaggio via terra (in inglese overland, appunto) unita all'obiettivo di ottenere un'istantanea del pianeta e della sua cultura tra la fine del XX e l'inizio del XXI.

## Solidarietà
Overland ha da sempre anche un fine benefico attivo e contributivo: si è fatta portavoce dell'UNICEF in molti dei paesi attraversati portando, quando possibile, assistenza medica alle popolazioni stanziali.
Ha sostenuto inoltre l'Associazione Italiana per la Ricerca sul Cancro (AIRC). Dal 2005, su proposta di Lionello Grossi, sostiene l'associazione Overland for Smile che presta cure odontostomatologiche ai bambini ospitati negli orfanotrofi dell'est europeo.
Nel 2010, con la dodicesima edizione di Overland, grazie ad accordi con la Cooperazione Italiana allo Sviluppo, CUCI (Università di Parma) ed altre organizzazioni, è stato predisposto un veicolo medico dotato di personale specializzato con il compito di rilevare la situazione sanitaria in alcune delle aree attraversate dalla spedizione, oltre che per distribuire materiali informativi, in modo tale da individuare possibili futuri interventi di cooperazione ad hoc.
Nella stessa spedizione è presente il progetto CinemArena, un cinema itinerante che utilizza uno degli storici camion 330.30 ANW come supporto per il telo di proiezione. Scopo del progetto è quello di informare le popolazioni dei piccoli villaggi circa i rischi e la prevenzione di diverse malattie, il tutto utilizzando lo strumento documentale.

## Veicoli della spedizione

### I primi veicoli
Già nel 1991 Beppe Tenti concepì l'idea di una traversata dall'Italia a New York via terra attraverso tre trattori con i colori della bandiera, e la propose alla Fiat, che inizialmente rifiutò. Tre anni dopo però, l'azienda torinese ricontattò il documentarista, e per il primo viaggio mise a disposizione 4 autocarri Iveco 330.30 ANW a 6 ruote motrici, costruiti nello stabilimento di Bolzano. Spesso si usa indicare questi mezzi con appellativi quali "musoni" o "camion arancioni" per la loro caratteristica di muso lungo (molto rara in Europa) e per il loro colore caratteristico.
Sono mezzi ideati per operare sia in ambito civile in cave e cantieri sia in ambito militare. In particolare i veicoli realizzati per Overland sono in grado di operare in condizioni climatiche estreme con temperature tra i -60 e +50 °C. Ciò è possibile grazie anche a particolari sistemi per mantenere fluidi i liquidi a bassissime temperature, sia alle particolari vernici in grado di resistere sia a basse che elevate temperature.
Il motore dei veicoli è un V8 diesel con 13 litri di cilindrata e 2 turbocompressori, capace di erogare 306 cavalli a 3.800 giri al minuto e 1.120 Nm di coppia a 2.000 giri al minuto. Il cambio è ad 8 marce con 8 ridotte, i differenziali sono bloccabili singolarmente. Questi automezzi hanno di serie un serbatoio da 500 litri, ma nell'allestimento dei veicoli Overland è stato aggiunto un serbatoio supplementare per altri 500 litri. Essendo mezzi votati particolarmente al fuori strada, raggiungono una velocità massima di 100 km/h su strada asfaltata.
Nonostante ognuno di questi camion avesse la stessa motorizzazione e cabina, il carico che trasportavano cambiava, essendo ognuno dei quattro automezzi destinato ad una funzione specifica: mensa, dormitorio, officina e cisterna per il carburante di scorta (4.000 litri) con inoltre un magazzino per ricambi.
I camion officina e cisterna hanno montato sotto il paraurti frontale un verricello idraulico con cavo da 80 metri, con il quale è possibile intervenire per aiutare altri automezzi in difficoltà. In Overland 12 i verricelli sono stati spostati sui mezzi Mensa e Dormitorio, gli unici rimasti idonei a partecipare alla spedizione.

### Le nuove spedizioni
Sono molti i veicoli che hanno integrato, e di recente sostituito, i quattro storici 330.30 ANW. Dopo la prima edizione si sono affiancati degli Iveco Torpedo in diverse versioni come veicoli di supporto utilizzati in particolare per le riprese. Nel sesto viaggio sono stati affiancati anche degli Iveco Daily 4x4 in diverse configurazioni, uno dei quali è stato protagonista dell'unico incidente stradale occorso alla spedizione nel deserto del Sahara.
La decima edizione è stata l'unica a non vedere come protagonisti veicoli a motore, la spedizione era infatti una ciclo-maratona ed aveva come supporto ai mezzi a due ruote una coppia di Iveco Daily in versione pulmino e furgone.
L'undicesima edizione ha visto come protagonista la centenaria Itala. La spedizione è stata divisa in due momenti: nel primo (un'anteprima in Italia) alla Itala erano affiancati 3 degli storici 330.30, nel secondo (viaggio Parigi-Pechino) sono stati affiancati diversi mezzi. Questi erano una 500, 2 Iveco Massif, un Iveco Daily 4x4 (officina e ricambi per Itala), un Iveco Torpedo, un Iveco Eurocargo 4x4 (veicolo mensa), un Iveco Trakker 6x4 (officina e ricovero), una Ducati Multistrada.
La dodicesima edizione ha visto protagonisti 2 storici 330.30 ANW (mensa e dormitorio) completamente restaurati e dotati di verricello, 1 Iveco Daily 4x4 (vettura medica), 1 Iveco Trakker 6x6 (veicolo di assistenza e magazzino) e 2 Iveco Massif 4x4. Questi ultimi 4 veicoli sono stati realizzati appositamente per il viaggio africano, in particolare il Daily 4x4 e il Trakker 6x6 sono stati dotati di rollbar interni anti-ribaltamento.
La tredicesima edizione ha visto protagonisti 4 Piaggio Porter, veicoli elettrici a guida semiautonoma, un sistema di intelligenza artificiale veicolare sviluppato in oltre 15 anni dal VisLab dell'Università di Parma.
Nel 2017 con Overland 18 i protagonisti sono stati 4 veicoli Volkswagen nella classica livrea arancione. I veicoli che hanno sfidato "Le Strade dell'Islam" sono 1 pick-up Amarok adibito a trasporto carburante, 2 California Beach per dormire e 1 Transporter come magazzino tutti a trazione integrale.
Il 2018 per Overland 19 ha visto gli stessi veicoli arancioni Volkswagen che hanno sfidato le strade indiane.
Nel 2019 per Overland 20, dopo tre anni di servizio sono stati utilizzati ancora i veicoli arancioni della carovana Volkswagen, questa volta però affiancati da uno Scania XT da cantiere modificato appositamente per la spedizione, con l'allungamento del telaio e l'aggiunta di un serbatoio da 300 litri per garantire una maggiore autonomia.

## Le spedizioni

### I viaggi di Beppe Tenti (1995-2013)
La prima edizione, tra il 1995 e il 1996, ha visto i famosi camion arancioni partire da Roma e arrivare a New York passando per la Siberia e lo stretto di Bering, con un eccezionale ponte aereo a causa di un inverno più caldo del previsto (se di caldo si può parlare), che ha permesso alla spedizione di poter passare dalla cittadina di Mys Šmidta a Prudhoe Bay, in Alaska. Un anno dopo, dalla Grande Mela hanno attraversato le Americhe, passando dalla Foresta Amazzonica e dalla Cordigliera delle Ande toccando la Terra del Fuoco e, con l'attraversamento della Patagonia l'arrivo finale a San Paolo (Brasile).
Il 1998 vede Overland attraversare le strade dell'Africa nera per la sua terza spedizione, con partenza dal Capo di Buona Speranza, in Sudafrica. Dopo l'attraverso della parte est del continente africano, per paesi come Zambia, Tanzania, Kenya, Etiopia, Eritrea e Gibuti, e luoghi come la Rift Valley e il Kilimanjaro, la spedizione arriva in Medio Oriente. Le pericolosità dello Yemen, le incognite dell'Arabia Saudita e le meraviglie della Giordania e della Cappadocia fanno da preludio al rientro in Europa di Overland. Una rapida attraversata della Grecia, dei Balcani e della Penisola Scandinava porta i 4 camion arancioni a Capo Nord.
Nel 1999 Overland è impegnata da due durissime spedizioni.
La quarta spedizione, porta da Cabo da Roca (il punto più a ovest del continente europeo, in Portogallo) a Pechino, attraverso Russia, Kazakistan e altri paesi dell'ex-Unione Sovietica. Il deserto kazako, Samarcanda, le montagne kirghize, il Tibet, la Mongolia Interna, l'Heilongjiang fanno da preludio alla capitale cinese, che sarà città di partenza per la quinta spedizione, che affronta il rientro in Italia. Dopo un rapido attraversamento del Sud-Est Asiatico, Overland va alla scoperta del subcontinente indiano, e successivamente del mondo islamico, con l'attraversamento dell'Afghanistan dei talebani e dell'Iraq di Saddam Hussein. Dopo Israele e Palestina, Overland ritorna in Europa, e dopo Grecia, Kosovo, Serbia, Croazia e Slovenia la spedizione vede il suo termine il 24 dicembre, a Roma.
Il 2002, anno internazionale delle montagne, vede Overland attraversare il deserto più vasto del mondo, il Sahara. Partenza da Genova, vi è l'attraversamento della penisola italiana, seguita poi dalla penisola balcanica. La spedizione entra nel vivo in Egitto, dove vi è il primo contatto con le sabbie desertiche. Libia, Tunisia e Algeria vengono poi attraversate, e a causa dei problemi diplomatici di quest'ultimo con il vicino Marocco, Overland si vede costretta a una deviazione di circa 4000 km, che la porterà prima in Mauritania, nel mezzo del territorio del Polisario, e poi nel Sahara Occidentale, territorio marocchino non riconosciuto internazionalmente. Dopo l'attraversamento dello Stretto di Gibilterra, Overland rientra in Italia dopo Spagna e Francia, con arrivo finale a Torino.
Nel 2005 la spedizione Overland 10 non utilizzava mezzi a motore (se non per il supporto) trattandosi, per la prima volta, di una "ciclo-maratona".
Nel 2007, per celebrare il centenario del famoso Raid Pechino-Parigi, la carovana con in testa la centenaria Itala 35/45 HP, perfettamente restaurata, ha percorso in senso inverso il tragitto del primo raid automobilistico della storia.
La spedizione speciale Overland 500 ha visto una notevole varietà di mezzi, tra questi una Fiat 500 e una Ducati Multistrada.
Nel 2010 la spedizione, con la collaborazione del progetto CinemArena della Cooperazione Italiana allo Sviluppo, sfruttando il cassone di un "musone" come supporto per un telo da proiezione, ha portato il cinema nei più remoti villaggi africani incontrati dalla spedizione. Questa è anche la prima spedizione che vede Filippo Tenti alla guida della spedizione sostituendo il padre Beppe Tenti a metà percorso. Lo stesso anno, parte una nuova spedizione, composta da 4 Piaggio Porter senza pilota né benzina, che parte da Milano e arriva a Shanghai in onore dell'Expo 2010.

### Il passaggio al figlio (2013-2021)
La quattordicesima spedizione nel 2013 ha attraversato un territorio poco noto ma immerso in paesaggi mozzafiato e una cultura indimenticabile, tra pericoli e insidie, sapori e popoli diversi: il Caucaso. Le nazioni interessate sono state Georgia, Azerbaijan, Armenia e la Russia Caucasica (Ossezia del Nord, Inguscezia, Cecenia, Cabardino-Balkaria) trasmesse in 8 episodi. Questa spedizione è stata la prima ad essere guidata interamente da Filippo Tenti, figlio di Beppe.
Overland 15 ha attraversato nel 2014 in tutta la sua lunghezza la Cina partendo e arrivando da Pechino raggiungendo l'estremo ovest del paese. Il tutto è stato trasmesso in 8 puntate nel palinsesto estivo.

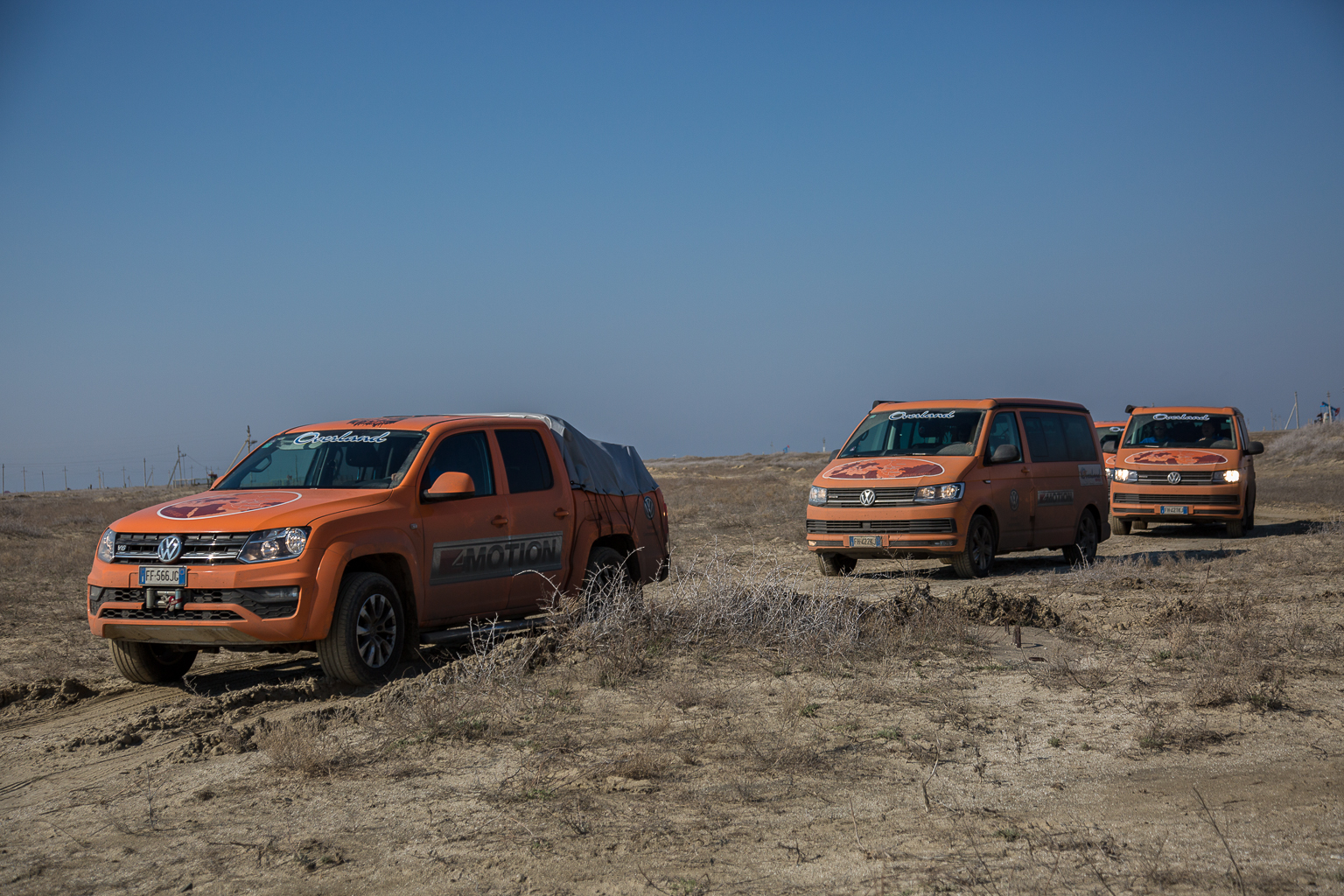
Overland18 - Sulle Strade dell'Islam

Il 2015 ha visto un ritorno in Sud-America per la spedizione di Overland 16. 4 puntate hanno descritto la Bolivia mentre altre 4 il Perù attraversando il Salar de Uyuni, la Riserva Nazionale di Fauna Andina Eduardo Avaroa, le miniere di Potosì, il lago Titicaca, Machu Picchu, Arequipa per poi discendere nella foresta amazzonica e finire a Lima.
Per la diciassettesima spedizione nel 2016 Overland ha cambiato nuovamente continente esplorando il Sud-Est Asiatico.
Overland 18 ha visto un ritorno alle origini in termini di distanze percorse, tipologia di veicoli e impegno di personale. 4 veicoli arancioni hanno percorso un totale di 30.000 km attraverso "Le Strade dell'Islam" partendo dagli stabilimenti Volkswagen di Verona. Questa spedizione è stata trasmessa in 9 puntate da 52 min in seconda serata ed è finita con una puntata speciale da 110 min in prima serata il 30 agosto 2017.
Nel 2018 Overland esplora l'India attraversandola interamente partendo dal Kerala nel sud e arrivando fino in Ladakh tra le montagne del nord per poi fare rotta verso Calcutta a est. Un viaggio di tre mesi raccontato in 8 episodi nel palinsesto estivo di Rai Uno.
Sempre nel 2018, Overland riparte per un lungo viaggio in Africa della durata di nove mesi concluso nel mese di giugno 2019. Il ventesimo anniversario è stato celebrato con otto puntate trasmesse tra luglio e settembre su Rai 1. Per celebrare questo evento, la spedizione ha visto nuovamente la partecipazione di un camion e il ritorno del progetto CinemArena della Agenzia Italiana per la Cooperazione allo Sviluppo. Affiancato dalle Nazioni Unite attraverso l'Organizzazione Internazionale per le Migrazioni, il progetto mirava piccoli villaggi remoti in Senegal, Gambia, Guinea Conakry e Nigeria per parlare dei rischi dell'immigrazione irregolare attraverso la Libia e di ciò che accade nel Mar Mediterraneo, informando invece sui modi legali e più sicuri per migrare.
Nel 2020 e 2021 Overland prosegue il viaggio con una nuova edizione alla scoperta del nord Europa e la seguente alla scoperta dall'oceano Atlantico al karakorum. Questa è l'ultima edizione con il titolo Overland.

### Il mondo con gli occhi di Overland (2022-oggi)
Dal 2022 va in onda Il mondo con gli occhi di Overland il cui obiettivo è quello di stravolgere i preconcetti, radicati nella visione occidentale, su Nazioni famose solo per gli avvenimenti negativi che attanagliano la loro Storia. Nel 2022 il viaggio è nell'Afghanistan dei Talebani, seguita da un'altra edizione nel mondo arabo. Nel 2024 sbarca invece in Ecuador, Eritrea, Mauritania e nelle isole Galapagos.

## Spedizioni
| Spedizione                              | Sottotitolo                                          | Puntate | Periodo messa in onda | Periodo messa in onda | Itinerario |
| Spedizione                              | Sottotitolo                                          | Puntate | Inizio                | Fine                  | Itinerario |
| --------------------------------------- | ---------------------------------------------------- | ------- | --------------------- | --------------------- | --- |
| Overland 1                              | Roma-New York via terra                              | 2       | 30 dicembre 1996      | 1º gennaio 1997       | Italia, Francia, Belgio, Germania, Polonia, Bielorussia, Russia, Canada, USA |
| Overland 2                              | La scoperta delle Americhe                           | 13      | -                     | -                     | USA, Messico, Guatemala, El Salvador, Honduras, Nicaragua, Costa Rica, Panama, Colombia, Venezuela, Brasile (Amazzonia), Perù, Bolivia, Cile, Argentina, Paraguay, Brasile |
| Overland 3                              | Da città del Capo a Capo Nord                        | 13      | -                     | -                     | Sud Africa, Zimbabwe, Zambia, Tanzania, Kenya, Etiopia, Eritrea, Djibouti, Yemen, Oman, Emirati Arabi Uniti, Arabia Saudita, Giordania, Siria, Turchia, Grecia, Bulgaria, Romania, Ungheria, Slovacchia, Rep. Ceca, Polonia, Lituania, Lettonia, Estonia, Finlandia, Norvegia, Svezia, Danimarca, Germania, Austria, Italia |
| Overland 4                              | La nuova Via della Seta                              | 13      | -                     | -                     | Portogallo, Spagna, Francia, Italia, Austria, Slovacchia, Ucraina, Russia, Kazakistan, Uzbekistan, Turkmenistan, Kirghizistan, Tagikistan, Cina |
| Overland 5                              | Tra le guerre che han segnato la storia              | 15      | -                     | -                     | Cina, Vietnam, Laos, Cambogia, Thailandia, Malaysia, Singapore, India, Pakistan, Afghanistan, Iran, Iraq, Giordania, Egitto, Israele, Grecia, Macedonia, Yugoslavia, Croazia, Slovenia, Italia |
| Overland 6                              | L'anello azzurro del Mediterraneo                    | 15      | -                     | -                     | Italia, Svizzera, Slovenia, Croazia, Serbia, Monte Negro, Albania, Grecia, Turchia, Siria, Libano, Giordania, Israele, Egitto, Libia, Tunisia, Algeria, Mauritania, Marocco, Gibilterra, Spagna e Francia |
| Overland 7                              | Ritorno in Siberia                                   | -       | -                     | -                     | montaggio esteso Overland 1 |
| Overland 8                              | La riscoperta delle Americhe                         | -       | -                     | -                     | montaggio esteso Overland 2 |
| Overland 9                              | Tre continenti                                       | 8       | 25 dicembre 2006      | 2011                  | montaggio esteso Overland 3 |
| Overland 10                             | In bici lungo la via della seta                      | 8       | -                     | -                     | Italia, Croazia, Montenegro, Albania, Grecia, Turchia, Iran, Turkmenistan, Uzbekistan e Cina |
| Overland 11                             | La grande sfida                                      | 13      | 2008                  | 2008                  | Raid Pechino-Parigi |
| Overland 500                            | Motor show                                           |         |                       |                       | Cina, Kazakistan, Russia, Bielorussia, Polonia, Repubblica Ceca, Germania, Austria e Italia |
| Overland 12                             | Nel cuore dell'Africa nera                           | 16      | 2010                  | 2011                  | Africa: costa atlantica, Sud Africa e cento Africa |
| Overland 13                             | Venticinque anni sulla via della seta                | 8       | 2012                  | 2012                  | Milano-Roma-Mosca-Shanghai |
| Overland 14                             | Popoli e culture tra Europa ed Asia                  | 8       | 1º luglio 2013        | 2013                  | |
| Overland 15                             | Dai guerrieri di Terracotta alle dune del Taklamakan | 8       | 2014                  | 2014                  | |
| Overland 16                             | Le strade degli Inca                                 | 8       | 9 luglio 2015         | 27 agosto 2015        | Bolivia e Perù |
| Overland 17                             | L'estremo sud-est asiatico                           | 8       | 13 luglio 2016        | 31 agosto 2016        | Thailandia, Malaysia, Cambogia e Myanmar |
| Overland 18                             | Le strade dell'Islam                                 | 10      | 5 luglio 2017         | 30 agosto 2017        | Italia, Austria, Repubblica Ceca, Polonia, Bielorussia, Ucraina, Russia, Kazakistan, Uzbekistan, Afghanistan, Iran, Turchia, Grecia, Macedonia, Kosovo, Albania, Montenegro, Croazia, Bosnia ed Erzegovina, Slovenia, Italia                                                                                                |
| Overland 19                             | Le indie di Overland                                 | 8       | 23 luglio 2018        | 5 settembre 2018      | India |
| Overland 20                             | Verso l'Africa che cambia                            | 8       | 26 luglio 2019        | 3 settembre 2019      | Italia, Francia, Spagna, Marocco, Mauritania, Senegal, Guinea, Costa d'Avorio, Ghana, Togo, Benin, Nigeria, Liberia, Sierra Leone, Gambia |
| Overland 21                             | Il grande Nord Europa                                | 8       | 17 agosto 2020        | 1º gennaio 2021       | Svezia, Islanda, Isole Fær Øer, Groenlandia, Danimarca |
| Overland 22                             | Dall'Atlantico al Karakorum                          | 8       | 20 agosto 2021        | 4 gennaio 2022        | Isole Azzorre, Malta, Turchia, Pakistan, |
| Il mondo con gli occhi di Overland 2022 | -                                                    | 4       | 28 dicembre 2022      | 4 gennaio 2023        | Afghanistan e Kazakistan |
| Il mondo con gli occhi di Overland 2023 | -                                                    | 10      | 5 luglio 2023         | 6 settembre 2023      | Iraq, Uganda, Somalia, Borneo |
| Il mondo con gli occhi di Overland 2024 | -                                                    | 8       | 16 luglio 2024        | 3 settembre 2024      | Mauritania, Eritrea, Ecuador e Galapagos |
| Il mondo con gli occhi di Overland 2025 | -                                                    | 8       | 19 giugno 2025        |                       | Haiti, Filippine, Svalbard e Nepal |

## Partecipanti
Tra gli storici partecipanti alle spedizioni Overland vi sono i due capispedizione, dapprima Beppe Tenti e dal 2013, suo figlio Filippo Tenti. Tra i viaggiatori figurano anche Giannino Bonfrisco, Simone Fidanza, Roberto Fanzini, Dionisio Stacchetti, Silvio Fantigati, Christine GZ. Medico della spedizione è stato per alcune edizioni Gustavo Ottolenghi.